# Стереотипови
„Стереотипови“ (на македонска литературна норма: Стереотипови) е рок група от Република Македония.
Създадена е през 1995 година от Игор Кръстев и Димче Панов – Пинтал във Велес. Първоначално в групата са само Кръстев и Пинтал.
Групата има 2 студийни албума, 3 лайв албума, 2 демо касети, 2 сингъла и една „грейтъст хитс“ компилация. Последният концерт е в „Сала Гемиджии“ на Велешкия великденски фестивал.

## Дискография

### Студийни албуми
- Секс со замислен противник (1999)
- Едниот од двата (2004)

### Лайв албуми
- Лайв на щипска рок фест, 1998
- Лайв на щипска рок фест, 2000
- Во живо (2002)

### Демокасети
- Ромео и Юлия се нейкьеа (1996)
- Оригинал на фалсификатот (1997)

### Сингли
- Непарен площад (2004)
- Трета генерация ретки билки (2005)
- Мал мозок (2013)

### Компилации
- Край: най-доброто песните од 1995 до 2005 години (2012)